# Синельникове II
Синéльникове II, (Синéльникове-2) — вузлова дільнична залізнична станція 2-го класу Дніпровської дирекції Придніпровської залізниці, залізничний вузол напрямків «Північ — Південь» та «Схід — Захід» на перетині електрифікованих ліній Нижньодніпровськ-Вузол — Синельникове II — Чаплине та Синельникове ІІ — Синельникове I. Розташована в місті Синельникове Дніпропетровської області. Між станціями Синельникове ІІ та Синельникове I знаходиться локомотивне депо «Синельникове» (ТЧ-7).

## Історія
Станція відкрита 15 листопада 1873 року під первинною назвою Синельникове-Мале, під час прокладання дільниці Синельникове I — Катеринослав приватної Лозово-Севастопольської залізниці.
Станом на 1896 рік біля станції Синельникове ІІ знаходилась одна будівля, в якій проживали 4 чоловіка та 3 жінки. Підводу води до будівлі не було.
У 2012 році проведені роботи щодо запровадження швидкісного руху поїздів категорії «Інтерсіті+» та проведена реконструкція залізничного вокзалу, яку виконувала група компаній «Українська будівельна гільдія» ТОВ «Будівельна компанія „Кепітал-Сіті“».

Вокзал станції Синельникове ІІ
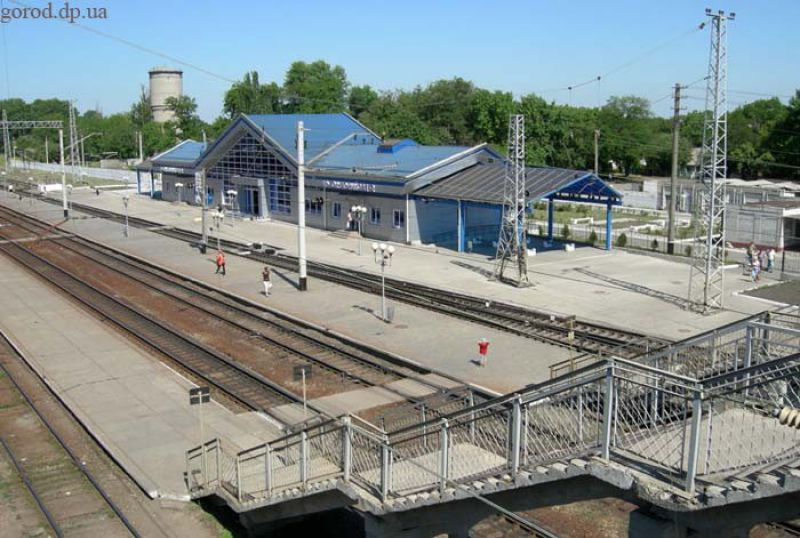
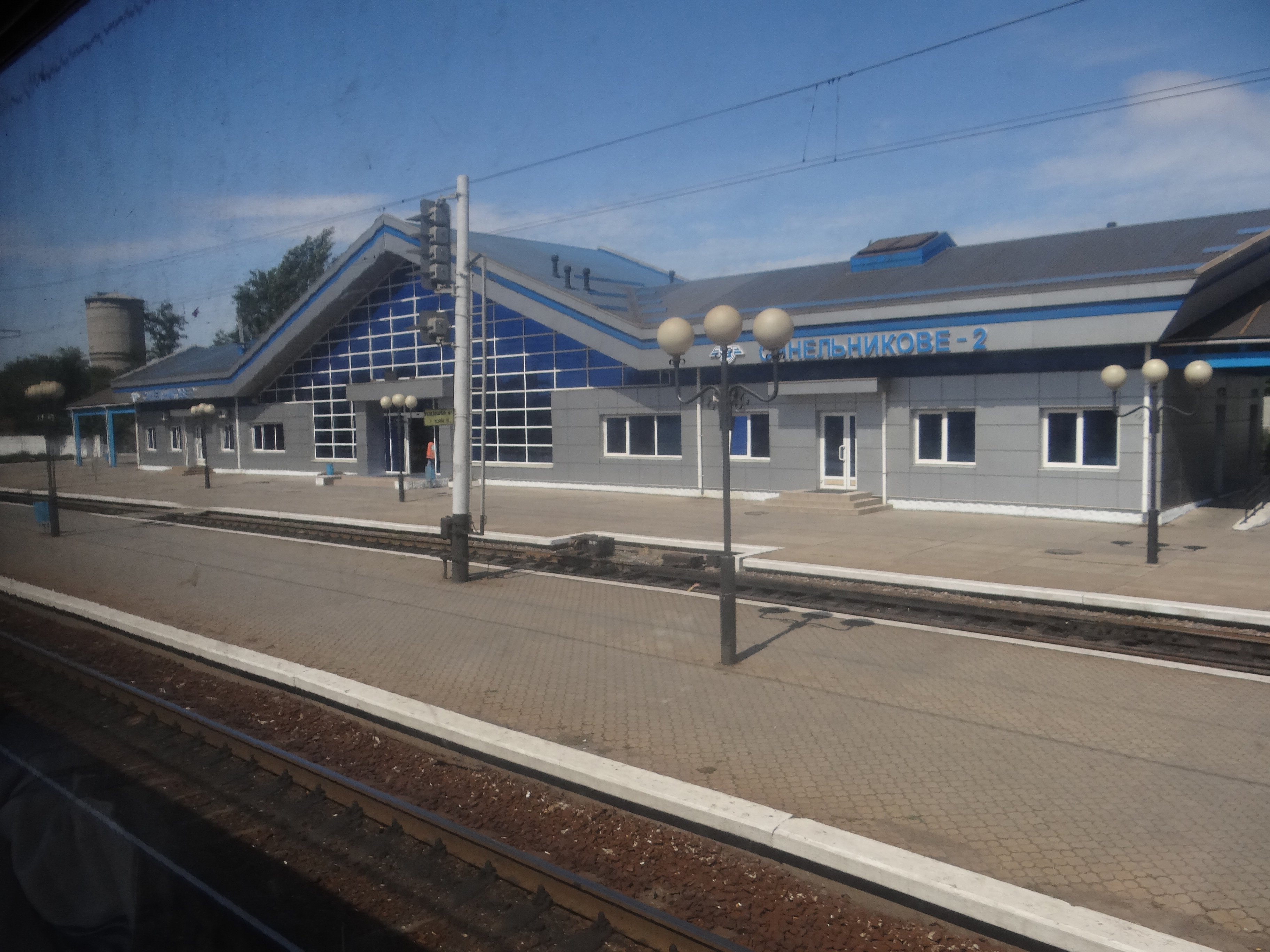
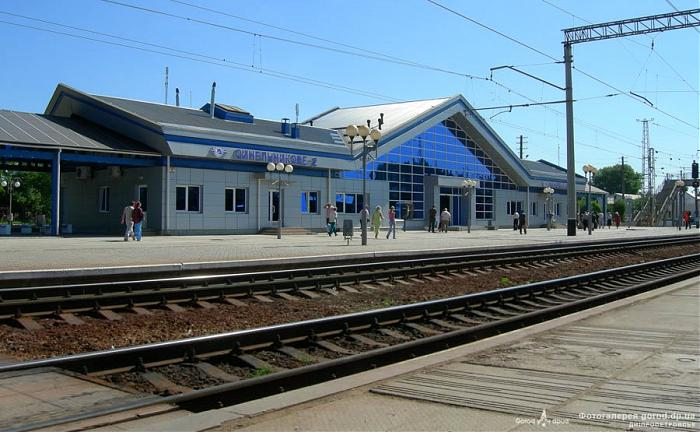
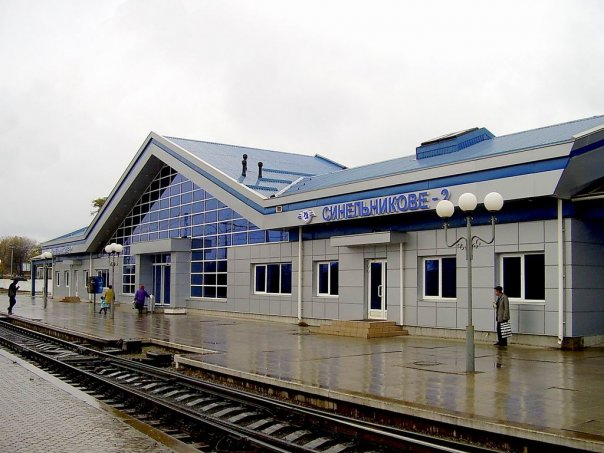

У ніч на 10 серпня 2025 року російські окупанти здійснили масовану атаку на Дніпропетровщину. Російські терористи вчергове продемонстрували своє «прагнення до мирного врегулювання». Під ударом опинилось місто Синельникове. Внаслідок ворожої атаки будівля вокзалу станції Синельникове ІІ частково зруйнована та зайнялася пожежа. Усіх чергових працівників встигли евакуювати, тож обійшлося без жертв. В результаті обстрілу «Укрзалізниця» тимчасово скасувала низку приміських поїздів та змінила маршрути окремих пасажирських поїздів далекого сполучення через обстріли на Синельниківщині.

## Пасажирське сполучення
На станції Синельникове ІІ зупиняються деякі пасажирські поїзди далекого сполучення та приміські електропоїзди у дніпровському, запорізькому, лозовському та чаплинському напрямках.
На станції до російського вторгнення в Україну (з 2022) зупинявся швидкісний поїзд УЗШК «Інтерсіті+» сполученням Київ — Покровськ, маршрут якого скорочено до станції Дніпро-Головний.

## Галерея

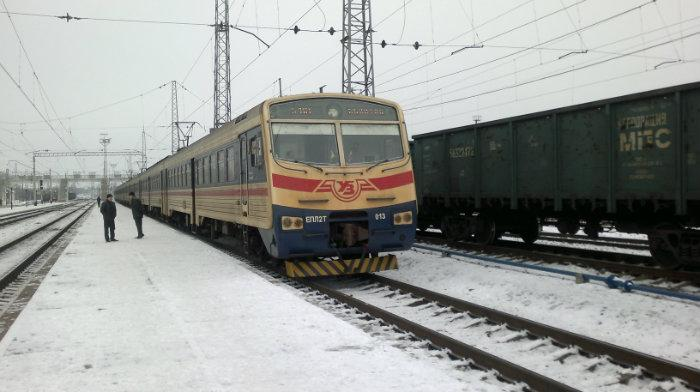
ЕПЛ2Т на станції Синельникове ІІ
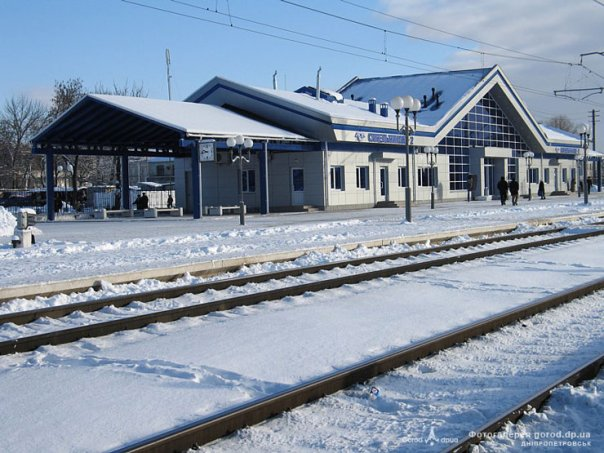
Вокзал взимку
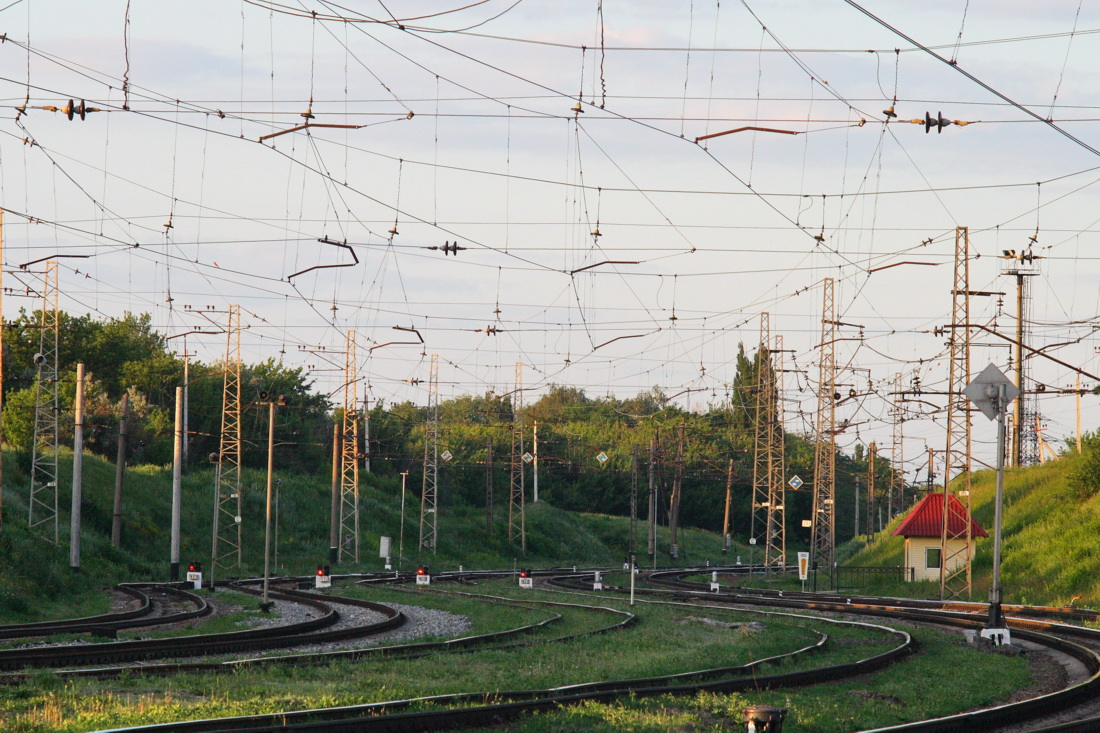
Краєвид станції у східному напрямку
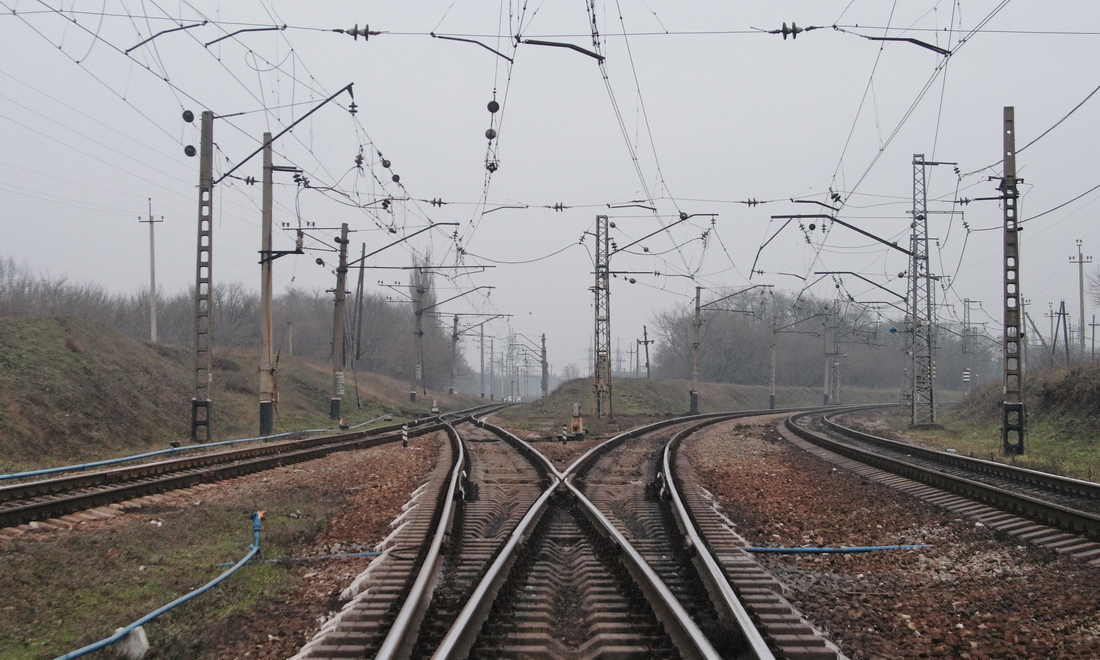
Колійний розвиток станції